# Enso González
Enso David González Medina (Asunción, 20 gennaio 2005) è un calciatore paraguaiano, attaccante del Wolverhampton.

## Caratteristiche tecniche
Ricopre il ruolo di ala sinistra.

## Carriera
Enso González ha iniziato la sua carriera nel Libertad dopo aver praticato futsal da bambino. Ha debuttato il 4 settembre 2022 in División Profesional contro il Cerro Porteño. La stagione successiva è entrato in pianta stabile in prima squadra ed ha segnato la sua prima rete il 17 aprile 2023 contro il Resistencia. Nel luglio 2023 è stato nominato dal CIES come quarta ala offensiva under-19 migliore al mondo.

### Wolverhampton
Il 31 agosto 2023 è stato acquistato a titolo definitivo dal Wolverhampton con cui ha firmato un contratto quinquennale.
Enso González ha fatto il suo debutto l'11 maggio 2024 con la squadra principale del Wolves nella sconfitta per 1-3 contro il Crystal Palace FC. È entrato nella sua posizione abituale (esterno) al minuto 90, sostituendo il portoghese Tote Gomes, segnando così il suo debutto ufficiale in Premier League. La partita si è svolta allo stadio Molineux.

## Statistiche

### Presenze e reti nei club
Statistiche aggiornate al 1º settembre 2023.
| Stagione        | Squadra         | Campionato      | Campionato | Campionato | Coppe nazionali | Coppe nazionali | Coppe nazionali | Coppe continentali | Coppe continentali | Coppe continentali | Altre coppe | Altre coppe | Altre coppe | Totale | Totale | Totale |
| Stagione        | Squadra         | Comp            | Pres       | Reti       | Comp            | Pres            | Reti            | Comp               | Pres               | Reti               | Comp        | Pres        | Reti        | Pres   | Reti   |        |
| --------------- | --------------- | --------------- | ---------- | ---------- | --------------- | --------------- | --------------- | ------------------ | ------------------ | ------------------ | ----------- | ----------- | ----------- | ------ | ------ | ------ |
| 2022            | Libertad        | DP              | 9          | 0          |                 | -               | -               |                    | -                  | -                  |             | -           | -           | 9      | 0      |        |
| 2023            | Libertad        | DP              | 23         | 3          | CP              | 0               | 0               | CL+CS              | 4+3                | 0                  |             | -           | -           | 30     | 3      |        |
| Totale Libertad | Totale Libertad | Totale Libertad | 32         | 3          |                 | 0               | 0               |                    | 7                  | 0                  |             | -           | -           | 40     | 3      |        |
| 2023-2024       | Wolverhampton   | PL              | 0          | 0          | FACup+CdL       | 0               | 0               |                    | -                  | -                  |             | -           | -           | 0      | 0      |        |
| Totale carriera | Totale carriera | Totale carriera | 32         | 3          |                 | 0               | 0               |                    | 7                  | 0                  |             | -           | -           | 40     | 3      |        |